# Tetraponera perlonga
Tetraponera perlonga är en myrart som beskrevs av Santschi 1928. Tetraponera perlonga ingår i släktet Tetraponera och familjen myror. Inga underarter finns listade i Catalogue of Life.

## Bildgalleri

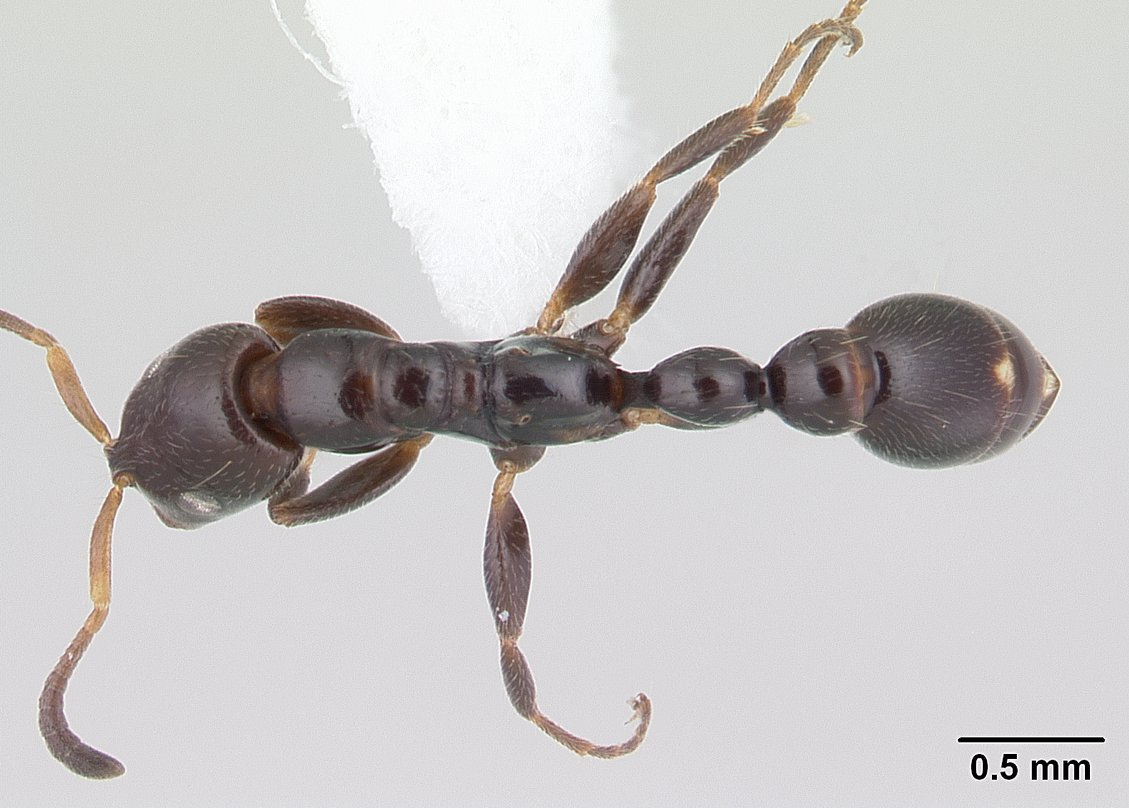
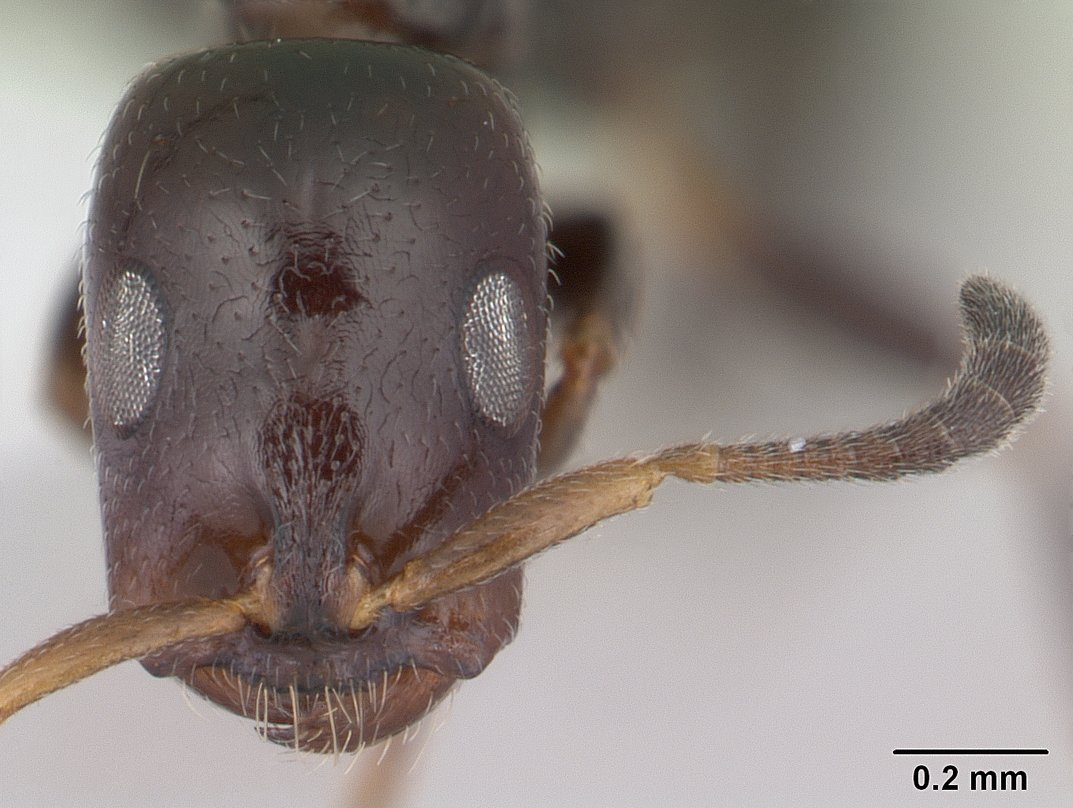
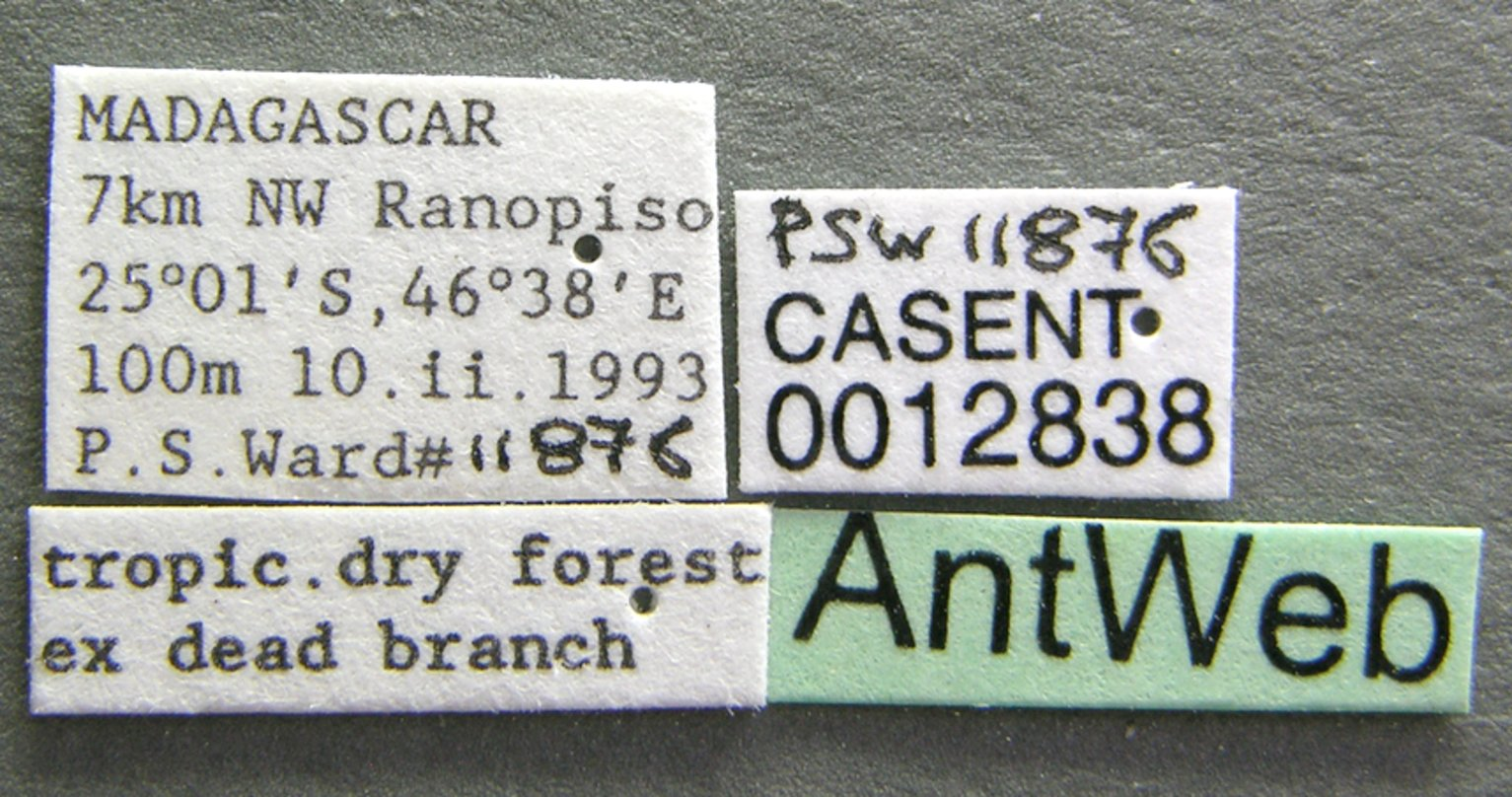
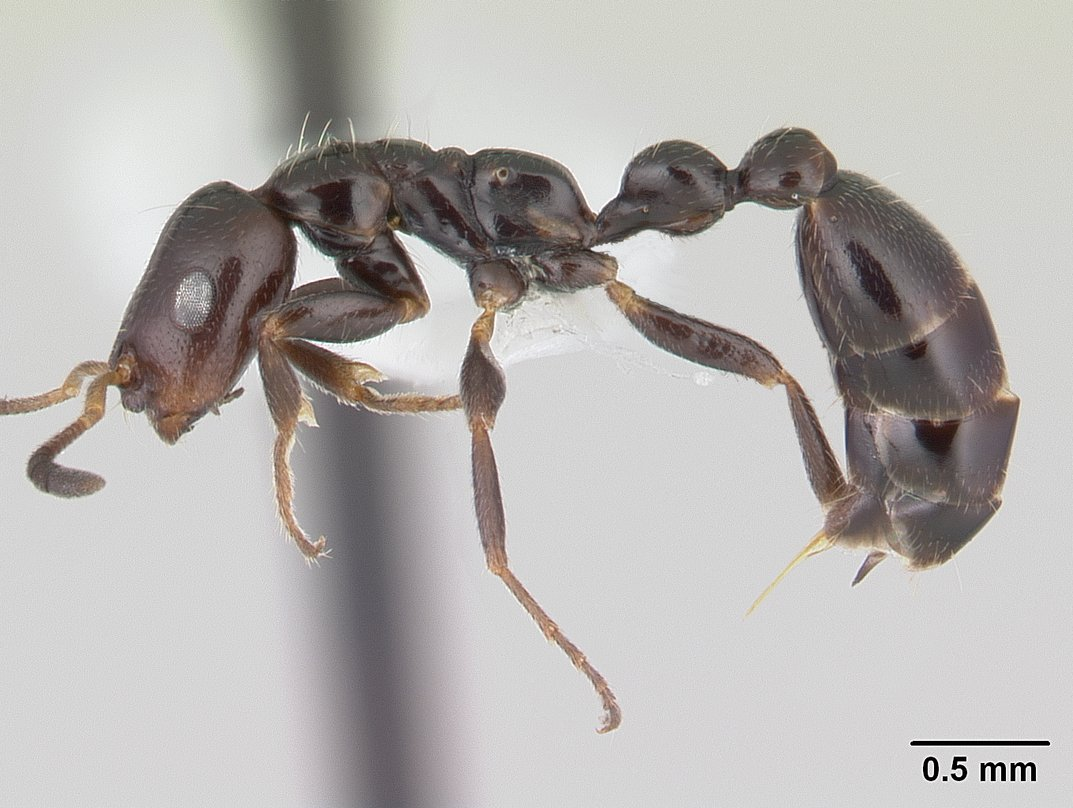
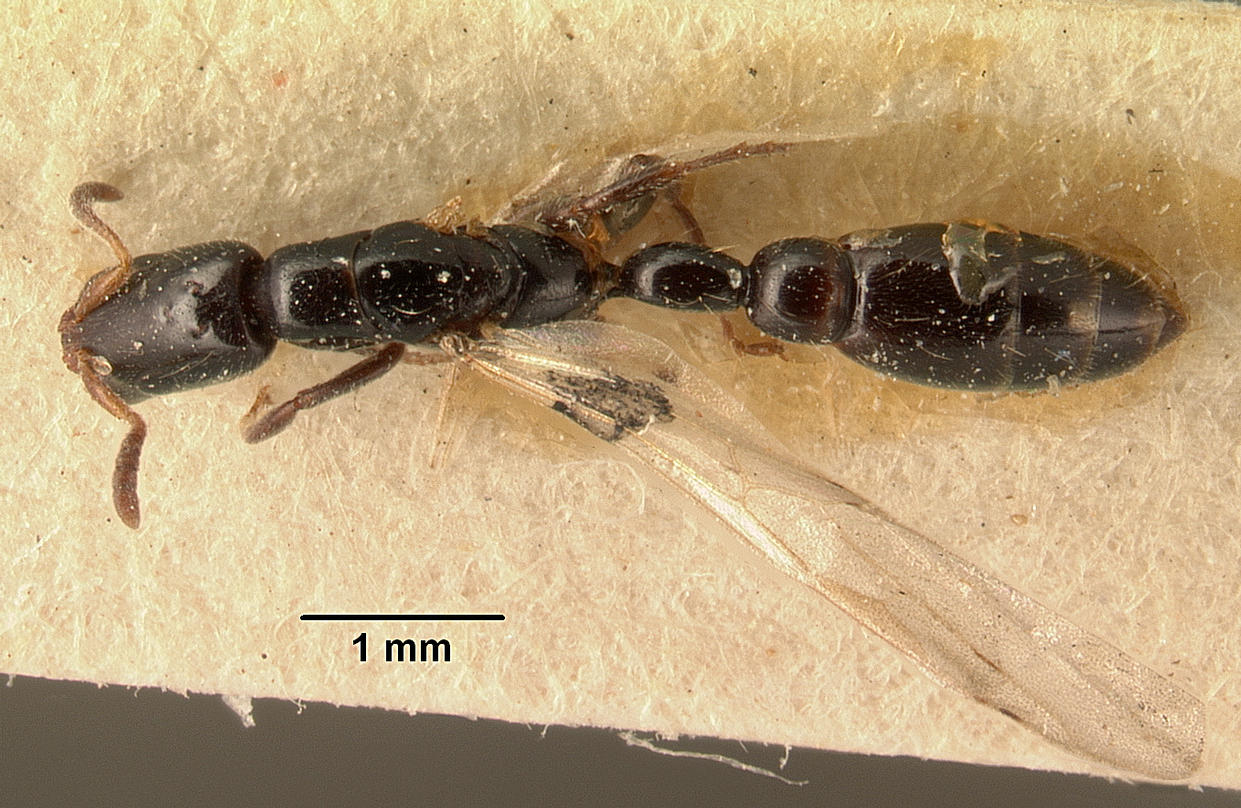
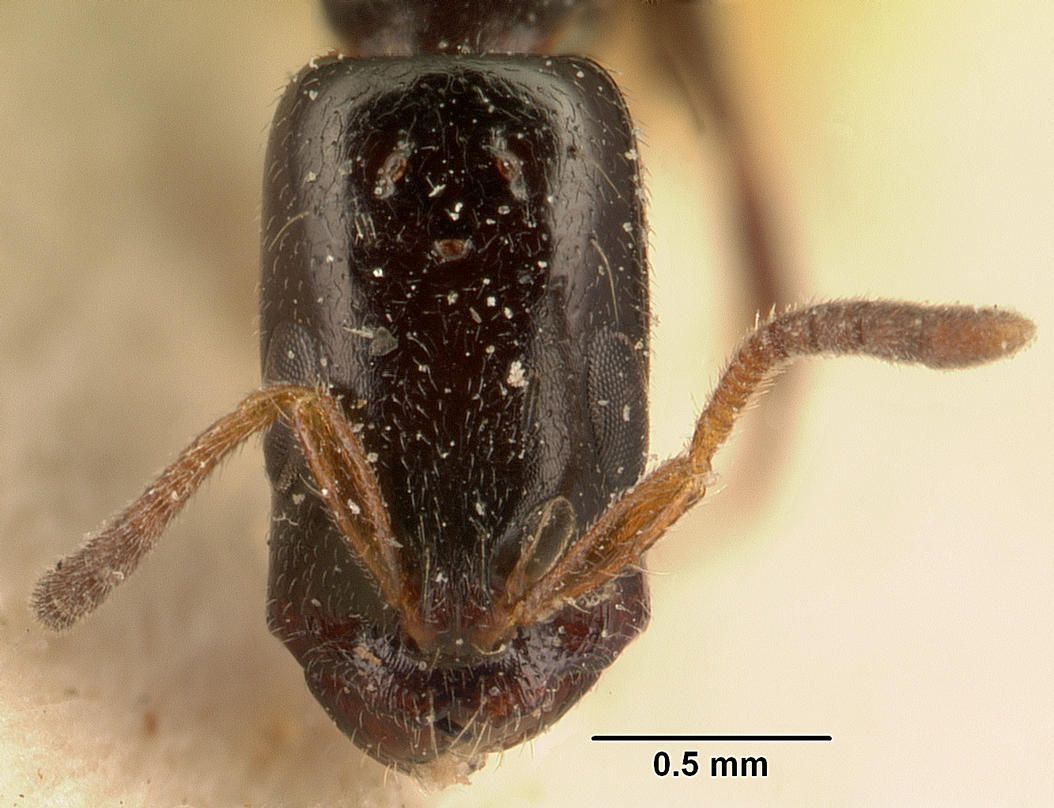